# Jean-Baptiste Clément Dulac
Pour les articles homonymes, voir Dulac.
Jean-Baptiste Clément Dulac est un homme politique français né le 26 novembre 1805 à Pointe-à-Pitre (Guadeloupe) et mort le 5 avril 1889 à Tours (Indre-et-Loire).

## Biographie
Il est Commissaire du gouvernement provisoire de la Dordogne en février 1848, il devient ensuite bibliothécaire de l'école des beaux-arts de Paris. Il est député de la Dordogne de 1849 à 1851, siégeant au groupe d'extrême gauche de la Montagne. Il est expulsé après le coup d’État du 2 décembre 1851, et ne revient d'exil qu'à la chute du Second Empire.

## Sources
- « Jean-Baptiste Clément Dulac », dans Adolphe Robert et Gaston Cougny, Dictionnaire des parlementaires français, Edgar Bourloton, 1889-1891 [détail de l’édition]